# Westchester (Florida)
Westchester es un lugar designado por el censo ubicado en condado de Miami-Dade en el estado estadounidense de Florida. En el Censo de 2010 tenía una población de 29.862 habitantes y una densidad poblacional de 2.907,89 personas por km².

## Geografía
Westchester se encuentra ubicado en las coordenadas 25°44′49″N 80°20′12″O / 25.74694, -80.33667. Según la Oficina del Censo de los Estados Unidos, Westchester tiene una superficie total de 10.27 km², de la cual 10.21 km² corresponden a tierra firme y (0.61%) 0.06 km² es agua.

## Demografía
Según el censo de 2010, había 29.862 personas residiendo en Westchester. La densidad de población era de 2.907,89 hab./km². De los 29.862 habitantes, Westchester estaba compuesto por el 95.66% blancos, el 1.22% eran afroamericanos, el 0.08% eran amerindios, el 0.45% eran asiáticos, el 0% eran isleños del Pacífico, el 1.4% eran de otras razas y el 1.19% pertenecían a dos o más razas. Del total de la población el 91.12% eran hispanos o latinos de cualquier raza.